# Градске четврти, месне заједнице и приградска насеља Суботице
Град Суботица 2019. године има 23 четврти, који се у локалном жаргону зову градска заједница. У употреби су и изрази кварт (Токио кварт са вишеспратним панелима), насеље (Кер или Керско насеље) и капија (на пример Бајска капија на Бајском путу). Познат је и назив телеп (нпр. Мучи телеп или Мајшански телеп, данас Мајшански пут). На крају 19. века Суботица је важила за један од већих градова Аустроугарске. У времену урбаног развоја града, настанком уличне инфраструктуре, калдрмисаних и канделабером осветљених улица, прве формиране квартове су називали четвртима (мађ. kerület).
Поред званичних постоје и месни називи, као што су Источни виногради, Тук Угарнице, Српски шор, Велики Прогон, Серезла, Теслино насеље, Буцка, Млака, Јасибара, Агина бара, Пуста Пали (Палић), Воловски пут (Борјукез) и други. Сваки од ових назива има своју историју и своје порекло у локалном језику и фолклору (употребљавани су у књижевним, катастарским, судским и другим документима у протеклом периоду).
Скоро све градске четврти су уједно и центри њихових месних заједница којих има 38 (овај систем је, са незнатним изменама, у функцији од након Другог светског рата).
Поред градског подручја Суботице (урбаног агломерата), под градском управом се налази и 35 приградских насеља (19 званично наведених у Закону о територијалној организацији Републике Србије и још 16 припојених у друге месне заједнице или као делимично или потпуно припојене градске четврти).
Територија, по старијем закону општине, а сада градске управе подељена је на 12 катастарских општина, чију површину дели по неколико насеља.
Из старих и нових спискова приградских насеља, месних заједница и градских четврти могу се пратити промене током времена у административној подели града, као и у самим називима насеља и њихових делова.

## Дефиниције град, градска четврт, општина, приградско насеље
Пре писања о градским четвртима и насељима Суботице ваља рашчистити основне појмове.
Насеља делимо на: градска или урбана и сеоска или рурална (у Србији по важећој статистици градска и остала насеља ).
Статистичка дефиниција града зависи првенствено од броја становника који у њему живе, те се на основу овог критеријума по регијама може разликовати, у зависности од густине насељености. Међутим, по важећим законима о територијалној организацији у Србији, БиХ и Црној Гори појам града се односи, искључиво, на тип јединице локалне самоуправе.
Да видимо како се опис уклапају одреднице закона о територијалном уређењу Србије, који је један од основа и државне статистике и мора бити усаглашен са Републички завод за статистику.
Наиме, раније је била у употреби друга терминологија. Нови закон (о територијалној организацији Републике Србије) доноси измене у појмовима и начинима изражавања који доводе до ситуације да на папиру град Суботица постаје град унутар Града Суботице. Ово је врло несретно успостављена терминологија, док је раније град Суботица једноставно био центар општине Суботица, те није постојала потреба посебног објашњавања појмова. Напомена: пре закона Суботица са преко 100.000 становника није имала статус града, па се овом изменом у закону та грешка тежила исправити.
Општина је административна целина, област под управом првог највећег града. У случају Суботице, статус општине престаје да важи од доношења закона 2007. године, када се "општина Суботица" званично преимењује у "Град Суботица". При том сама урбана агломерација такође задржава име "Суботица" али више није "град" иако физички јесте. Проблем је да се не може истовремено звати градом и агломерација и општина. Овим настају и други проблеми, пошто су приградска насеља која су по логици ствари раније била унутар општине данас на папиру постали "део града" иако то нису (само по новој терминологији). Ради се о целинама које су од градског агломерата удаљене и 25 и више километара (на пример Чантавир, Бајмок) и физички ова насеља нису део града. Али чисто у административном погледу постају део "Града Суботице" под чију управу падају. Упркос томе не престају да буду засебне средине, насеља, села и у званичним документима се на њих даље тако и позива. Рецимо у градском превозу и даље постоје градски и приградски аутобуси, што је неусклађеност за законом (о територијалном уређењу) – наиме како унутар "Града Суботица" може постојати међуградска линија која иде од једног насеља до другог? На пример из Суботице за Чантавир купује се карта за међумесни саобраћај. Ако се ради о "истом граду" и ако је Чантавир у граду Суботица, зашто не важи за градску линију већ за приградску? Значи закон не доноси никакву промену на терену, осим терминолошке, где се и завршава његов домет.

## Савремени (званични) спискови

### Списак према попису 1953. године
Суботица у 1953. према попису становништва:
| Бр. | Назив насеља  | Број становника | Савремени назив         |
| 1   | Александрово  | 3835            | Александрово            |
| 2   | Бајмок        | 11411           | Бајмок                  |
| 3   | Биково        | 3416            | Биково                  |
| 4   | Доњи Град     | 11823           | Суботица                |
| 5   | Ђурђин        | 2664            | Ђурђин                  |
| 6   | Келебија      | 5125            | Келебија                |
| 7   | Мала Босна    | 3002            | Мала Босна              |
| 8   | Млака         | 9129            | Прозивка (са Бајнатом?) |
| 9   | Нови Град     | 11697           | Суботица (део)          |
| 10  | Ново Село     | 10787           | Суботица (део?)         |
| 11  | Град Суботица | 115342          | Суботица                |
| 12  | Палић         | 11450           | Палић                   |
| 13  | Стари Град    | 16336           | Суботица (део)          |
| 14  | Таванкут      | 8045            | Таванкут (Доњи и Горњи) |
| 15  | Жедник        | 662             | Стари Жедник            |

Напомена: из списка се види да Чантавир није био део Суботице, а такође се не спомињу ни Бачко Душаново, Вишњевац, Хајдуково, Љутово и Мишићево. Нови Жедник тада још не постоји већ само Стари, док су Доњи и Горњи Таванкут спојени, и воде се као једно насеље.

### Списак према попису 1981. године
Попис наводи да 1981. Суботица има 154611 становника, од којих 107490 живи у градским, а 47121 у осталим насељима. Следи табеларни преглед оригиналног садржаја:
| Бр. | Назив насеља    | Број становника | Савремени назив |
| 1   | Бачки виногради | 2345            | Бачки Виногради |
| 2   | Бач. Душаново   | 839             | Бачко Душаново  |
| 3   | Бајмок          | 9586            | Бајмок          |
| 4   | Биково          | 2203            | Биково          |
| 5   | Чантавир        | 8596            | Чантавир        |
| 6   | Д. Таванкут     | 2719            | Доњи Таванкут   |
| 7   | Ђурђин          | 2297            | Ђурђин          |
| 8   | Г. Таванкут     | 1879            | Горњи Таванкут  |
| 9   | Хајдуково       | 2879            | Хајдуково       |
| 10  | Келебија        | 1995            | Келебија        |
| 11  | Љутово          | 1411            | Љутово          |
| 12  | Мала Босна      | 1835            | Мала Босна      |
| 13  | Мишићево        | 517             | Мишићево        |
| 14  | Нови Жедник     | 3195            | Нови Жедник     |
| 15  | Палић           | 6974            | Палић           |
| 16  | Стари Жедник    | 2472            | Стари Жедник    |
| 17  | Суботица        | 100516          | Суботица        |
| 18  | Шупљак          | 1650            | Шупљак          |
| 19  | Вишњевац        | 703             | Вишњевац        |

### Списак републичког Завода за статистику (2006)
Републички завод за статистику Србије 2006. издао је Систематски списак насеља Републике Србије, према коме Суботица званично има 19 насеља, од тога 2 градска.
| Бр. | Матични број | Назив насеља    | Тип насеља     |
| 1   | 804452       | Бајмок          | Остала насеља  |
| 2   | 804479       | Бачки Виногради | Остала насеља  |
| 3   | 804487       | Бачко Душаново  | Остала насеља  |
| 4   | 804495       | Биково          | Остала насеља  |
| 5   | 804509       | Вишњевац        | Остала насеља  |
| 6   | 804517       | Горњи Таванкут  | Остала насеља  |
| 7   | 804525       | Доњи Таванкут   | Остала насеља  |
| 8   | 804533       | Ђурђин          | Остала насеља  |
| 9   | 804541       | Келебија        | Остала насеља  |
| 10  | 804550       | Љутово          | Остала насеља  |
| 11  | 804568       | Мала Босна      | Остала насеља  |
| 12  | 804576       | Мишићево        | Остала насеља  |
| 13  | 804584       | Нови Жедник     | Остала насеља  |
| 14  | 804592       | Палић           | Градско насеље |
| 15  | 804606       | Стари жедник    | Остала насеља  |
| 16  | 804614       | Суботица        | Градско насеље |
| 17  | 804622       | Хајдуково       | Остала насеља  |
| 18  | 804649       | Чантавир        | Остала насеља  |
| 19  | 804657       | Шупљак          | Остала насеља  |

### Списак према закону из 2007. године
Законом о територијалној организацији Републике Србије донетим 27. децембра 2007. године, мењају се стара имена насеља, посебно оних која су у периоду после 1945. године изгубила статус самосталних насељених места. Стари називи насеља на подручју Војводине нису била вођена изворно јер нису била у духу званичног језика државе, па је на пример француски назив за Charleville фонетски довео до званичног назива Шарневил (део Банатског Великог Села), иста ситуација је и са насељима чији су изворни облици на мађарском, румунском, словачком језику.
По овом закону у Србији се дефинишу градска и остала насеља, а ово је списак (по овом закону) насељених места на територији града Суботице, у Севернобачком округу Војводине и Републике Србије:
| Бр. | Насељено место  | Напомена                      |
| 1   | Бајмок          |                               |
| 2   | Бачки Виногради | (до 1947. године Краљев Брег) |
| 3   | Бачко Душаново  | (до 1978. године Душаново)    |
| 4   | Биково          |                               |
| 5   | Вишњевац        |                               |
| 6   | Габрић1         |                               |
| 7   | Горњи Таванкут  | (до 1978. део Таванкута)      |
| 8   | Доњи Таванкут   | (до 1978. део Таванкута)      |
| 9   | Ђурђин          |                               |
| 10  | Келебија        |                               |
| 11  | Љутово          | (до 1978. део Таванкута)      |
| 12  | Мала Босна      |                               |
| 13  | Мишићево        | (до 1978. део Бајмока)        |
| 14  | Нови Жедник     | (до 1978. део Жедника)        |
| 15  | Палић           |                               |
| 16  | Суботица        |                               |
| 17  | Хајдуково       | (до 1978. део Палића)         |
| 18  | Чантавир        |                               |
| 19  | Шупљак          |                               |

1 У тексту закона постоји грешка, пошто се наводи насеље Габрић, а са листе фали Стари Жедник.
Напомена: У административним центрима где закон дозвољава употребу говора националних мањина (у Суботици су у употреби три службена језика, српски, хрватски и мађарски) називи насеља исписују се и на језицима ових народа.

### Списак према закону из 2018. године
Новим законом о територијалној организацији Републике Србије сва места која имају 100.000 или више становника добијају статус града, а остала насељена места, која имају више од 10.000 становника остају општине. Овај закон доноси следећи списак приградских насеља Суботице:
| Бр. | Насељено место  | Катастарска општина |
| 1   | Бајмок          | Бајмок              |
| 2   | Мишићево        | без навода          |
| 3   | Бачки Виногради | Бачки Виногради     |
| 4   | Биково          | Биково              |
| 5   | Горњи Таванкут  | Таванкут            |
| 6   | Доњи Таванкут   | Таванкут            |
| 7   | Љутово          | без навода          |
| 8   | Хајдуково       | без навода          |
| 9   | Шупљак          | без навода          |
| 10  | Ђурђин          | Ђурђин              |
| 11  | Келебија        | Стари град (део)    |
| 12  | Мала Босна      | Нови град (део)     |
| 13  | Нови Жедник     | Жедник              |
| 14  | Стари Жедник2   | без навода          |
| 15  | Палић           | Палић               |
| 16  | Суботица        | Доњи Град           |
|     | Суботица        | Нови Град (део)     |
|     | Суботица        | Стари Град (део)    |
| 17  | Чантавир        | Чантавир            |
| 18  | Бачко Душаново  | без навода          |
| 19  | Вишњевац        | без навода          |

2 У тексту закона постоји грешка, пошто се не наводи насеље Габрић, а место истог замењује раније изостављени Стари Жедник (вероватно да се не мора мењати број насеља, или да се прикрије ранија грешка).
Напомена: Из званичних спискова (у закону) изостављени су називи следећих места, делом због административне грешке, делом због њиховог гашења. Њих показују мапе (на пример топографска карта Војногеографског института у Београду или катастар Аустријске царске коморе), и на њих се позивају историјски документи (на пример у Историјском Архиву града Суботице или у свакодневним вестима):
Габрић, Јожино Село, Кобин Крај, Мадараш, Наумовићево, Хрватски Мајур, Павловац, Доња Чикерија, Шебешић, Верушић, Шишковац, Мала Пешта, Куцура, Микићево, Стипићево, Прокеш, и Носа (која је посебно насеље али се води као део Хајдукова – катастарске општине Палић и месне заједнице Хајдуково).

### Списак катастарских општина
Територија Суботице је подељена на 11 катастарских општина:
| Бр. | Назив катастарске јединице | Ту се налази                                                     |
| 1   | К. О. Бајмок               | Бајмок, Мишићево, Мадараш (салаши)                               |
| 2   | К. О. Бачки Виногради      | Бачки Виногради                                                  |
| 3   | К. О. Биково               | Биково, Габрић                                                   |
| 4   | К. О. Доњи град            | Мала Босна, Јожино село, Суботица (део)                          |
| 5   | К. О. Нови град            | Радановац, Суботица (део)                                        |
| 6   | К. О. Палић                | Палић, Хајдуково (носа), Шупљак (Лудаш)                          |
| 7   | К. О. Стари град           | Келебија, Суботица (део)                                         |
| 8   | К. О. Таванкут             | Љутово, Доња Чикерија, Горњи Таванкут, Доњи Таванкут, Скендерево |
| 9   | К. О. Чантавир             | Вишњевац, Чантавир, Бачко Душаново                               |
| 10  | К. О. Ђурђин               | Ђурђин, Мала Пешта, Павловац                                     |
| 11  | К. О. Жедник               | Стари Жедник, Нови Жедник                                        |

### Списак месних заједница
Суботица има 38 месних заједница, са административним канцеларијама у посебним зградама на посебној адреси унутар насеља или наведеног дела града:
| Бр. | Назив насеља    | Назив месне заједнице |
| 1   | Бачки Виногради | Бачки Виногради       |
| 2   | Бачко Душаново  | Бачко Душаново        |
| 3   | Бајмок          | Бајмок                |
| 4   | Биково          | Биково                |
| 5   | Чантавир        | Чантавир              |
| 6   | Доњи Таванкут   | Таванкут              |
| 7   | Ђурђин          | Ђурђин                |
| 8   | Горњи Таванкут  | Таванкут              |
| 9   | Хајдуково       | Хајдуково             |
| 10  | Келебија        | Келебија              |
| 11  | Љутово          | Љутово                |
| 12  | Мала Босна      | Мала Босна            |
| 13  | Мишићево        | Мишићево              |
| 14  | Нови Жедник     | Нови Жедник           |
| 15  | Палић           | Палић                 |
| 16  | Стари Жедник    | Стари Жедник          |
| 17  | Суботица        | Александрово          |
| 18  | Суботица        | Бајнат                |
| 19  | Суботица        | Центар I              |
| 20  | Суботица        | Центар II             |
| 21  | Суботица        | Центар III            |
| 22  | Суботица        | Дудова шума           |
| 23  | Суботица        | Гат                   |
| 24  | Суботица        | Кер (Керско насеље)   |
| 25  | Суботица        | Кертварош             |
| 26  | Суботица        | Макова Седмица        |
| 27  | Суботица        | Мали Бајмок           |
| 28  | Суботица        | Мали Радановац        |
| 29  | Суботица        | Нови Град             |
| 30  | Суботица        | Ново Село             |
| 31  | Суботица        | Пешчара               |
| 32  | Суботица        | Прозивка              |
| 33  | Суботица        | Радановац             |
| 34  | Суботица        | Верушић               |
| 35  | Суботица        | Жељезничко насеље     |
| 36  | Суботица        | Зорка                 |
| 37  | Шупљак          | Шупљак                |
| 38  | Вишњевац        | Вишњевац              |

## Историјски спискови
У периоду између два рата, у времену Краљевине Југославије, списак је изгледао нешто другачије. Још су у Војводини постојала швапска насеља и њихови називи, као и румунски, француски и мађарски називи из времена Аусторугарске. Током преузимања администрације након присаједињења Баната, Бачке и Барање, власти нове државе издају списак измењених назива Бачванских насеља и насеља у другим деловима Војводине.

### Списак измењених назива насеља Војводине (1920)
Напомена: Извор (PDF): Дигитална библиотека Градске библиотеке Суботица.
Из списка смо издвојили само имена насеља која се налазе на територији данашње Суботице.
| Бр. | Нови назив         | Стари назив           | Најновији назив    |
| --- | ------------------ | --------------------- | ------------------ |
| 1   | Александрово       | Sándorudvar           | Александрово*      |
| 2   | Бајмок             | Bajmok                | Бајмок             |
| 3   | Беково             | Békova                | Биково             |
| 4   | Чантавир           | Csantavér             | Чантавир           |
| 5   | Чикериа ускрсница  | Csikéria kitérő       | Чикерија салаши    |
| 6   | Ђурђин             | Györgyháza            | Ђурђин             |
| 7   | Ђурђински салаши   | Györgyéni tanyák      | Ђурђински салаши   |
| 8   | Ференц Јожеф-тер   | Ferencz József-tér    | нема посебан назив |
| 9   | Габрић             | Vörösegyháza          | Габрић             |
| 10  | Гајеров салаш      | Geyer-szállás         | нема посебан назив |
| 11  | Гостиона Круна     | Korona-szálloda       | нема посебан назив |
| 12  | Хрватски Мајур     | Kisvörösegyháza       | Хрватски Мајур     |
| 13  | Келебијски салаши  | Kelebiai tanyák       | Келебија           |
| 14  | Краљев брег        | Horgosi királyhalom   | Бачки Виногради    |
| 15  | Лудаш              | Ludaspuszta           | Шупљак             |
| 16  | Мадараш            | Madaras               | Мадарашки салаши   |
| 17  | Мергиш             | Mérges                | Љутово             |
| 18  | Нови Мајур         | Ujsándormajor         | локација несигурна |
| 19  | Paliћ              | Palicsfürdő           | Палић              |
| 20  | Поповић            | Paphalom              | локација несигурна |
| 21  | Шомшичево          | Somsich-tanya kitérő  | нема посебан назив |
| 22  | Шандор             | Sándor                | Александрово*      |
| 23  | Суботица           | Szabadka              | Суботица           |
| 24  | Суботица-Болница   | Szabadka közkórház    | нема посебан назив |
| 25  | Суботица-Циглана   | Ferenc téglagyár      | нема посебан назив |
| 26  | Суботица-Фабрика   | Szabadka Műtrágyagyár | Зорка              |
| 27  | Суботица-Предграђе | Szabadka külváros     | нема посебан назив |
| 28  | Суботички-Салаши   | Szabadkai tanyák      | нема посебан назив |
| 29  | Таванкут           | Tavankut              | Таванкут           |
| 30  | Вамтелек           | Vámtelek              | Павловац           |
| 31  | Велики Фењ         | Nagyfény              | Стари Жедник       |
| 32  | Верушић            | Verusics              | Верушић            |

* На локали користи се и назив Шандор
Нека имена се касније мењају, а нека места се између два рата гасе (углавном салашки шореви који носе имена железничке постаје).

### Списак Инжињерског одељења града Суботице (1926)
Околина Суботице се у првој половини 20. века састојала од великог броја распршених салашких јединица. Само између Чантавира и Бачке Тополе постојало је до краја 1960-их година преко 500 салаша.
Та ситуација веома је отежала рад јавних служби. Суботичком Градском Сенату дописом се обраћала Дирекција Пошта и Телеграфа Нови Сад са захтевом да се утврди тачна удаљеност до појединих насељених места, салашких шорева и спорадичних насеобина на територији града. На упит је одговорило градско Инжињерско одељење као део градске управе. Тако се у предмету IAS, F:47. I 313/926 налази одговор Дирекцији Пошта који је саставио инжињерски уред и у коме стоје подаци о броју кућа околних насеља. Ова листа је веома значајна, јер из ње индиректно можемо да констатујемо тадашњу величину насеља. Осим што нас упознаје са именима истих, списак директно рефлектује тадашње политичке и демографске одлике (види напомене):
| Бр. | Назив           | Број кућа | Данашњи назив |
| --- | --------------- | --------- | ------------- |
| 1   | Блесак колонија | 30        | непознат*     |
| 2   | Радановац       | 250       | Радановац     |
| 3   | Рајниц село     | 80        | непознат      |
| 4   | Александрово    | 320       | Александрово  |
| 5   | Мали Бајмок     | 200       | Мали Бајмок** |
| 6   | Шебешић         | 680       | Шебешић       |
| 7   | Келебија        | 470       | Келебија      |
| 8   | Шупљак          | 600       | Шупљак        |
| 9   | Габрићево       | 80        | Габрић        |
| 10  | Биково          | 80        | Биково        |
| 11  | Ђурђин          | 300       | Ђурђин        |
| 12  | Павловац        | 240       | Павловац      |
| 13  | Верушић         | 300       | Верушић       |
| 14  | Зобнатица       | 130       | Зобнатица***  |
| 15  | Кунбаја         | 30        | Кунбаја****   |

Напомене: *данас не постоји; **данас саставни део града; ***данас у општини Бачка Топола; ****данас у Мађарској

### Списак изворних назива градских четврти и приградских насеља Суботице (1910)
Непосредно пред први светски рат, власти Аустроугарске вршиле су попис становништва, на којем се налази и број становника подељено по насељима Бач-Бодрошке жупаније (Баја, Суботица, Нови Сад и Сомбор). Ту се налази списак градских и приградских насеља Суботице.
| Бр. | Стари назив       | Становника | Данашњи назив                         |
| --- | ----------------- | ---------- | ------------------------------------- |
| 1   | Kelebia puszta    | 4782       | Келебија                              |
| 2   | Sebesity puszta   | 4124       | Шебешић                               |
| 3   | Tavankút puszta   | 4166       | Таванкут                              |
| 4   | Györgyén puszta   | 1815       | Ђурђин                                |
| 5   | Vámtelek puszta   | 1475       | Павловац                              |
| 6   | Nagyfény puszta   | 2086       | Стари Жедник                          |
| 7   | Zobnaticza puszta | 1297       | Зобнатица (данас Бачка Топола)        |
| 8   | Verusics puszta   | 4408       | Верушић                               |
| 9   | Ludas puszta      | 4459       | Лудошки шор, Хајдуково, Шупљак        |
| 10  | Radanovácz puszta | 1224       | Радановац                             |
| 11  | Tompa puszta      | 6392       | Томпа (данас Мађарска)*               |
| 12  | Palics fürdő      | 809        | Палић (купалиште и викенд насеље)     |
| 13  | Szegedi szőllők   | 1655       | Источни виногради                     |
| 14  | Majsai szőllők    | 1565       | Мајшански пут                         |
| 15  | Buczkai szőllők   | 334        | Буцке, Велики прогон                  |
| 16  | Halasi szőllők    | 1581       | Халашки виногради (Западни виногради) |
| 17  | Bajai szőllők     | 1464       | Бајски виногради (Западни виногради)  |
| 18  | Napnyugati ugar   | 2117       | Западне угарнице                      |
| 19  | Napkeleti ugar    | 627        | Тук угарнице                          |

*Тријанонски споразум је повлачењем нових граница преполовио Суботички атар. Осим што су подељене многе породице са ове и друге стране границе, мањи део некадашњег дела града је у Мађарској, док је један део катастарског подручја који је припадао Томпи остао на подручју Суботице.

## Пуни списак насеља око Суботице
Следи исцрпни списак насеља око градског агломерата Суботице. Ово није листа градских четврти Суботице него листа садашњих и бивших приградских насеља града Суботице (раније општине Суботица).
| Бр. | Назив                      | Координате                                                  | Напомена                                           |
| 1   | Бајмок                     | 45° 58′ 02″ С; 19° 25′ 14″ И / 45.967333° С; 19.420666° И   |                                                    |
| 2   | Бачки Виногради            | 46° 08′ 00″ С; 19° 52′ 00″ И / 46.133333° С; 19.866666° И   | (мађ. )                                            |
| 3   | Бачко Душаново             | 45° 54′ 14″ С; 19° 47′ 00″ И / 45.904° С; 19.783333° И      | Раније Душановац                                   |
| 4   | Биково                     | 46° 01′ 00″ С; 19° 34′ 12″ И / 46.016666° С; 19.570093° И   | (мађ. )                                            |
| 5   | Букта                      | 46° 10′ 03″ С; 19° 46′ 00″ И / 46.167381° С; 19.766666° И   | Део Келебије (мађ. )                               |
| 6   | Верушић                    | 46° 00′ 58″ С; 19° 41′ 35″ И / 46.015991° С; 19.693084° И   | Горњи Верушић                                      |
| 7   | Вишњевац                   | 45° 57′ 01″ С; 19° 44′ 19″ И / 45.950333° С; 19.7385° И     | Раније Добровољачко село                           |
| 8   | Габрић                     | 46° 00′ 06″ С; 19° 47′ 38″ И / 46.001597° С; 19.793799° И   | Постоји и засеок "Конго"                           |
| 9   | Доњи Верушић               | 45° 59′ 27″ С; 19° 39′ 54″ И / 45.990960° С; 19.665053° И   | На граници Старог Жедника, део Верушића            |
| 10  | Горњи Таванкут             | 46° 02′ 17″ С; 19° 27′ 32″ И / 46.038060° С; 19.458782° И   |                                                    |
| 11  | Дикановац                  | 46° 02′ 35″ С; 19° 30′ 25″ И / 46.043159° С; 19.506875° И   | Део Доњег Таванкута                                |
| 12  | Доњи Таванкут              | 46° 02′ 50″ С; 19° 29′ 28″ И / 46.047223° С; 19.491229° И   | (мађ. )                                            |
| 13  | Доња Чикерија              | 46° 04′ 56″ С; 19° 29′ 57″ И / 46.082272° С; 19.499227° И   | Или само Чикерија                                  |
| 14  | Ђурђин                     | 45° 56′ 42″ С; 19° 32′ 20″ И / 45.944934° С; 19.538902° И   |                                                    |
| 15  | Јожино Село                | 45° 59′ 04″ С; 19° 33′ 07″ И / 45.984445° С; 19.551824° И   | Угашено салашко насеље                             |
| 16  | Капоња (Капуња)            | 46° 00′ 27″ С; 19° 30′ 54″ И / 46.007401° С; 19.514933° И   | Салашки шор                                        |
| 17  | Кањишки салаши             | 45° 56′ 38″ С; 19° 47′ 45″ И / 45.943989° С; 19.795767° И   | Салашки систем на граници са општином Кањижа       |
| 18  | Келебија                   | 46° 08′ 52″ С; 19° 34′ 58″ И / 46.147893° С; 19.582788° И   | (мађ. )                                            |
| 19  | Криво блато                | 46° 09′ 56″ С; 19° 37′ 25″ И / 46.165627° С; 19.623636° И   | Данас део Келебије (мађ. )                         |
| 20  | Клиса                      | 45° 58′ 38″ С; 19° 42′ 22″ И / 45.977170° С; 19.706185° И   | (мађ. )                                            |
| 21  | Кобин Крај (Кобино село)   | 46° 03′ 53″ С; 19° 31′ 54″ И / 46.064834° С; 19.531691° И   | Данас део Љутова                                   |
| 22  | Куцура                     | 46° 03′ 49″ С; 19° 36′ 32″ И / 46.063550° С; 19.608805° И   |                                                    |
| 23  | Лудаш                      | 46° 05′ 32″ С; 19° 49′ 03″ И / 46.092179° С; 19.817524° И   | Или Лудашки шор (мађ. )                            |
| 24  | Љутово                     | 46° 01′ 11″ С; 19° 40′ 00″ И / 46.019643° С; 19.666667° И   | (мађ. )                                            |
| 25  | Мадараш (Мадарашки салаши) | 46° 00′ 57″ С; 19° 20′ 04″ И / 46.015842° С; 19.334386° И   | Постоји и Мадараш код Таванкута (западни део села) |
| 26  | Мала Босна                 | 46° 02′ 26″ С; 19° 34′ 20″ И / 46.040551° С; 19.572133° И   |                                                    |
| 27  | Мала Пешта                 | 45° 56′ 53″ С; 19° 33′ 47″ И / 45.947942° С; 19.563031° И   |                                                    |
| 28  | Микићево                   | 45° 59′ 43″ С; 19° 35′ 47″ И / 45.995291° С; 19.596507° И   | Близу до угашено салашко насеље                    |
| 29  | Мишићево                   | 45° 59′ 17″ С; 19° 29′ 03″ И / 45.988° С; 19.484166° И      |                                                    |
| 30  | Наумовићево (Наумићево)    | 46° 01′ 14″ С; 19° 39′ 48″ И / 46.020534° С; 19.663341° И   | Раније: Добровољачко насеље                        |
| 31  | Носа                       | 46° 05′ 33″ С; 19° 51′ 26″ И / 46.092622° С; 19.857283° И   | (мађ. )                                            |
| 32  | Нови Жедник                | 45° 56′ 16″ С; 19° 40′ 09″ И / 45.937833° С; 19.669166° И   |                                                    |
| 33  | Павловац                   | 45° 58′ 09″ С; 19° 34′ 29″ И / 45.969264° С; 19.574827° И   | Угашени салашки шор (мађ. )                        |
| 34  | Палић                      | 46° 06′ 19″ С; 19° 46′ 01″ И / 46.105333° С; 19.767° И      | (мађ. )                                            |
| 35  | Расовац                    | 46° 05′ 24″ С; 19° 35′ 00″ И / 46.090027° С; 19.583239° И   | (мађ. )                                            |
| 36  | Рата                       | 45° 59′ 07″ С; 19° 24′ 42″ И / 45.985220° С; 19.411733° И   | Део Бајмока                                        |
| 37  | Секулић                    | 46° 01′ 57″ С; 19° 43′ 31″ И / 46.032493° С; 19.725406° И   | Део Бикова                                         |
| 38  | Скендерево                 | 46° 01′ 16″ С; 19° 27′ 57″ И / 46.021111° С; 19.465921° И   | Скоро до угашено насеље (салашки шор)              |
| 39  | Стара Чикерија             | 46° 05′ 59″ С; 19° 33′ 45″ И / 46.099587° С; 19.562543° И   | Део Чикерије, део града                            |
| 40  | Стара Торина               | 46° 05′ 29″ С; 19° 48′ 23″ И / 46.091338° С; 19.806312° И   | (мађ. )                                            |
| 41  | Стари Жедник               | 45° 56′ 32″ С; 19° 37′ 29″ И / 45.942333° С; 19.624666° И   | (мађ. )                                            |
| 42  | Стипићево                  | 45° 58′ 25″ С; 19° 44′ 00″ И / 45.973508° С; 19.733224° И   | Раније угашени салаши                              |
| 43  | Хајдуково                  | 46° 06′ 48″ С; 19° 48′ 44″ И / 46.113396° С; 19.812282° И   | (мађ. )                                            |
| 44  | Хрватски Мајур             | 46° 01′ 28″ С; 19° 36′ 44″ И / 46.024359° С; 19.612219° И   | (мађ. )                                            |
| 45  | Црвено село                | 46° 04′ 40″ С; 19° 37′ 43″ И / 46.077771° С; 19.628617° И   | *Данас део града (мађ. )                           |
| 46  | Чавољ                      | 46° 09′ 25″ С; 19° 35′ 39″ И / 46.156925° С; 19.594100° И   | Данас део Келебије                                 |
| 47  | Чантавир                   | 45° 55′ 08″ С; 19° 45′ 28″ И / 45.918833° С; 19.757833° И   | (мађ. )                                            |
| 48  | Чурго                      | 46° 06′ 22″ С; 19° 48′ 34″ И / 46.106076° С; 19.809320° И   | Салашки шор, део Хајдукова (мађ. )                 |
| 49  | Шебешић                    | 46° 05′ 06″ С; 19° 35′ 17″ И / 46.084991° С; 19.587948° И   |                                                    |
| 50  | Шишковац                   | 46° 05′ 06″ С; 19° 35′ 17″ И / 46.084991° С; 19.587948° И   | Део Г. Верушића                                    |
| 51  | Шупљак                     | 46° 04′ 01″ С; 19° 49′ 38″ И / 46.0670371° С; 19.8271425° И |                                                    |

Напомена: кликом на координате може се проверити постојање насеља.

## Списак градских четврти (квартова) Суботице
Списак је састављен на основу листе градских месних заједница и релевантне литературе.
| Бр. | Назив четврти     | Други назив                          |
| --- | ----------------- | ------------------------------------ |
| 1   | Александрово      | (Шандор)                             |
| 2   | Бајнат            |                                      |
| 3   | Велики Радановац  | (Радановац)                          |
| 4   | Гат               |                                      |
| 5   | Граничар          |                                      |
| 6   | Дудова шума       | (Радијалац)                          |
| 7   | Зорка             |                                      |
| 8   | Кер               | (Керско насеље)                      |
| 9   | Кертварош         |                                      |
| 10  | Макова Седмица    |                                      |
| 11  | Мали Бајмок       |                                      |
| 12  | Мали Радановац    |                                      |
| 13  | Нови Град         |                                      |
| 14  | Ново Насеље       | (Део М. З. Александрово и М. З. Кер) |
| 15  | Ново Село         |                                      |
| 16  | Пешчара           |                                      |
| 17  | Прозивка          |                                      |
| 18  | Српски Шор        |                                      |
| 19  | Теслино насеље    | (Део М. З. Кертварош)                |
| 20  | Центар 1          |                                      |
| 21  | Центар 2          |                                      |
| 22  | Центар 3          | ("Токио")                            |
| 23  | Железничко насеље | (Жељезничко насеље)                  |

## Галерија мапа Суботице
- Суботица и околина 1747. године – са називима пустара и насеља
- Суботица и околина 1805. године – са називима пустара и насеља
- Мапа градског језгра Суботице 1884. године
- Суботица 1911. године – град тада има 8 четврти
- Суботица 1921. године – са капијама, четвртима и виноградима
- Суботица 1929. године – са називима приградских и градских насеља
- Суботица 1936. године – обележена бројевима 12 тадашњих четврти
- Бомбардовање Суботице 1944 – под бомбама нестају железничка станица и делови четврти I, II, X и XI
- Суботички срез 1948. године – са поделом на 11 целина на основу одлуке градског народног одбора
- Суботица 1950. године – урбанистички план